# Алмарза
Алмарза (шп. Almarza) је општина у покрајини Сорија у аутономној заједници Кастиља и Леон, Шпанија.